# Stella (2015)
Stella (Originaltitel: Min lilla syster, schwed. für „Meine kleine Schwester“) ist ein schwedischer Film von Sanna Lenken. Er hatte seine Premiere am 24. Januar 2015 beim Göteborg International Film Festival und lief anschließend auch bei der Berlinale 2015 in der Sektion „Generation“. Der Kinostart in Deutschland war am 24. September 2015.

## Handlung

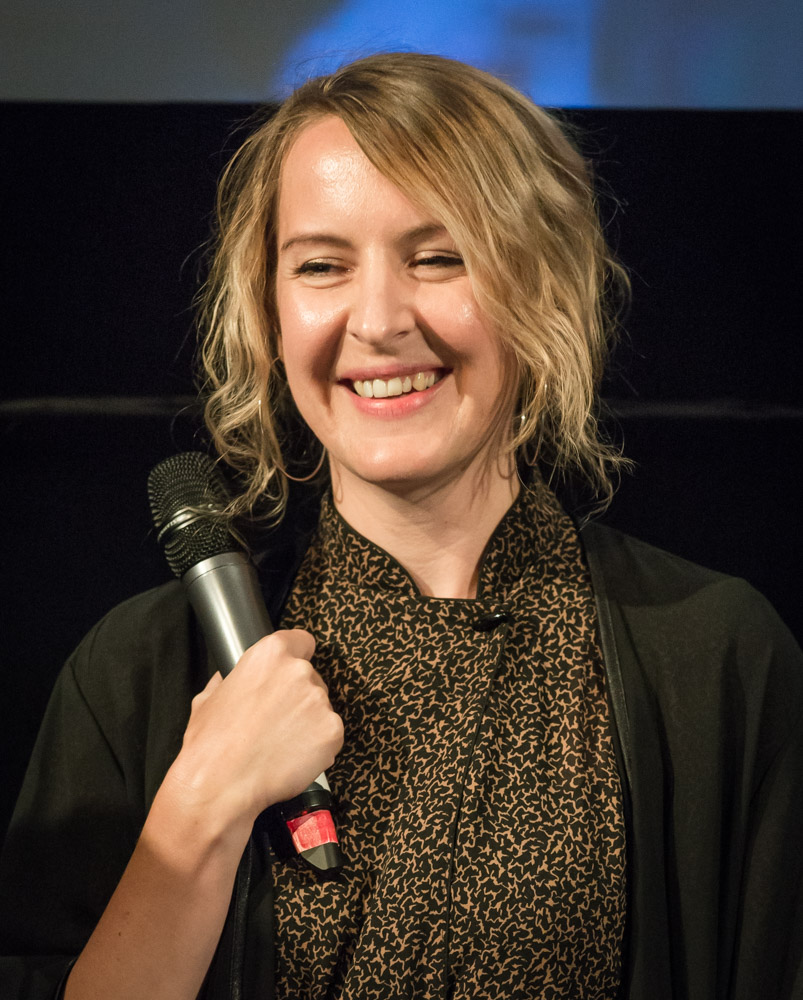
Sanna Lenken, Regisseurin, 2015

Die 12-jährige Stella steht im Schatten ihrer älteren Schwester Katja, die von ihren Eltern als talentierte Eiskunstläuferin geradezu verehrt wird. Die Schwestern verstehen sich eigentlich ganz gut, auch wenn Katja nur selten Zeit für Stella hat und es gelegentlich Streit gibt. Als sich Stella das erste Mal verliebt, merkt sie, dass mit Katja etwas nicht stimmt. Sie findet heraus, dass sie an Magersucht leidet, einer Krankheit, die das Leben kosten kann. Anstatt die Eltern mit einzubeziehen, wird Stella von Katja gezwungen, Stillschweigen zu bewahren. Je mehr Katja an Gewicht verliert, desto mehr ist Stella hin- und hergerissen zwischen der Loyalität zu ihrer Schwester und der Sorge um sie. Als sie von der Schulpsychologin erfährt, dass das Leben der Schwester bedroht ist, vertraut sie sich den Eltern doch an. Aber die, schon immer mehr mit sich selbst beschäftigt, sind mit der Magersucht von Katja überfordert. Weil sie nicht rechtzeitig Hilfe suchen, kommt es beinahe zur Katastrophe.

## Kritik
Der Filmdienst meint, der „inhaltlich wie ästhetisch auf ganzer Linie überzeugende Film präsentiert keine einfachen Lösungen oder Schuldzuweisungen, sondern schildert das Drama konsequent aus der Perspektive der Jüngeren“. Er „überzeugt nicht nur durch die Genauigkeit im Umgang mit der Essstörung, sondern auch in der lebendigen Beschreibung einer schwierigen Geschwisterbeziehung“.

## Auszeichnungen
Der Film erhielt den Publikumspreis beim Göteborg International Film Festival als bester nordischer Film. Zudem erhielt er den Gläsernen Bären bei den Internationalen Filmfestspielen Berlin 2015 als Beitrag in der Sektion „Generation Kplus“ sowie eine lobende Erwähnung. Beim Europäischen Filmpreis 2015 war der Film für den Jugend-Publikumspreis nominiert.